# Parafia Miłosierdzia Bożego w Oświęcimiu
Parafia Miłosierdzia Bożego – parafia rzymskokatolicka znajdująca się w Oświęcimiu. Należy do Dekanatu Oświęcim diecezji bielsko-żywieckiej. Erygowana w 1983. Jest prowadzona przez księży Salezjanów.